# Принстон (Флорида)
Принстон (англ. Princeton) — статистически обособленная местность, расположенная в округе Майами-Дейд (штат Флорида, США) с населением в 10 090 человек по статистическим данным переписи 2000 года.

## География
По данным Бюро переписи населения США статистически обособленная местность Принстон имеет общую площадь в 18,91 квадратных километров, водных ресурсов в черте населённого пункта не имеется.
Статистически обособленная местность Принстон расположена на высоте 3 м над уровнем моря.

## Демография
| Год переписи        | Нас.  |  | %±    |
| ------------------- | ----- |  | ----- |
| 1990                | 7073  |  | —     |
| 2000                | 10090 |  | 42,7% |
| 1990–2000 Источник: |       |  |       |

По данным переписи населения 2000 года в Принстонe проживало 10 090 человек, 2341 семья, насчитывалось 2732 домашних хозяйств и 2906 жилых домов. Средняя плотность населения составляла около 533,58 человек на один квадратный километр. Расовый состав населённого пункта распределился следующим образом: 53,78 % белых, Испаноговорящие составили от всех жителей статистически обособленной местности.
Из 2732 домашних хозяйств в 52,4 % воспитывали детей в возрасте до 18 лет, 56,8 % представляли собой совместно проживающие супружеские пары, в 22,4 % семей женщины проживали без мужей, 14,3 % не имели семей. 10,0 % от общего числа семей на момент переписи жили самостоятельно, при этом 2,3 % составили одинокие пожилые люди в возрасте 65 лет и старше. Средний размер домашнего хозяйства составил 3,63 человек, а средний размер семьи — 3,85 человек.
Население статистически обособленной местности по возрастному диапазону по данным переписи 2000 года распределилось следующим образом: 36,1 % — жители младше 18 лет, 10,2 % — между 18 и 24 годами, 30,0 % — от 25 до 44 лет, 17,7 % — от 45 до 64 лет и 6,0 % — в возрасте 65 лет и старше. Средний возраст жителей составил 28 лет. На каждые 100 женщин в Принстонe приходилось 97,0 мужчин, при этом на каждые сто женщин 18 лет и старше приходилось 92,6 мужчин также старше 18 лет.
Средний доход на одно домашнее хозяйство статистически обособленной местности составил 39 556 долларов США, а средний доход на одну семью — 41 896 долларов. При этом мужчины имели средний доход в 32 101 доллар США в год против 23 634 доллара среднегодового дохода у женщин. Доход на душу населения статистически обособленной местности составил 39 556 долларов в год. 19,8 % от всего числа семей в населённом пункте и 23,8 % от всей численности населения находилось на момент переписи населения за чертой бедности, при этом 33,1 % из них были моложе 18 лет и 14,4 % — в возрасте 65 лет и старше.